# Гірсько-карпатське вівчарство
Суворі природно-кліматичні та примітивні господарсько-побутові умови в процесі історичного розвитку гірсько-карпатського вівчарства сприяли виробленню у тварин стійкості, витривалості і цілого ряду біологічних адаптацій, тісно пов'язаних з пасовищним утриманням тварин. За продуктивністю гірсько-карпатські вівці є універсальними — вовно- молочно-овчинного напряму. Від них настригають 1,2—1,5 кг вовни та одержують 20—30 кг молока. М'ясні якості їх незадовільні — забійний вихід не перевищує 45—48%, м'ясо пісне, жир твердий і відкладається переважно на внутрішніх органах.